# متاسفم (ترانه هالزی)
«متأسفم» (به انگلیسی: Sorry) ترانه‌ای از خوانندهٔ آمریکایی هالزی از آلبوم دوم استودیویی وی پادشاهی چشمه ناامید (۲۰۱۷) است. این ترانه توسط هالزی و تهیه‌کننده‌اش گرگ کرستین، نوشته شده‌است. این قطعه یک بالاد می‌باشد که در آن هالزی از افرادی که ممکن است به او علاقه‌مند باشند، به دلیل عدم اجازه برای نزدیک شدن به او، عذرخواهی می‌کند. موزیک ویدئو این ترانه توسط سینگ جی لی و هالزی کارگردانی شده و در ۲ فوریهٔ ۲۰۱۸ در کانال ویوو هالزی منتشر شد. این ترانه بیش از ۳۰۰ میلیون بار در اسپاتیفای پخش شده و سومین ترانهٔ پربازدید از آلبوم به شمار می‌آید، علی‌رغم اینکه یک تک‌آهنگ رسمی نبوده‌است.